# 東京情報大学
東京情報大学（とうきょうじょうほうだいがく、英語: Tokyo University of Information Sciences）は、千葉県千葉市若葉区御成台4丁目1番地に本部を置く日本の私立大学。1951年創立、1988年大学設置。大学の略称はTUISまたは情報大だが、スポーツ競技などでは東情大も使用されている。

## 沿革

### 年表
- 1988年（昭和63年）4月 - 東京情報大学開設（経営情報学部経営学科・情報学科）[1]
- 1992年（平成4年） - 大学院開設（経営情報学研究科経営情報学専攻修士課程）
- 1996年（平成8年） - 情報文化学科設置[2][3]
- 1999年（平成11年） - 経営情報学研究科経営情報学専攻博士前期課程・博士後期課程設置
- 2001年（平成13年） - 学部名称を総合情報学部に変更。経営情報学科・環境情報学科・情報システム学科を新設
- 2005年（平成17年） - 経営情報学科を情報ビジネス学科に、大学院経営情報学研究科より総合情報学研究科へ名称変更
- 2012年（平成24年） - ステーションキャンパスを新設[4]
- 2013年（平成25年） - 総合情報学科を新設（4学科を統合）
- 2017年（平成29年） - 看護学部看護学科および遠隔看護実践研究センターを新設。総合情報学部は12コース制から3学系14研究室制へ。
- 2020年（令和2年） - 先端データ科学研究センターを設立。
- 2022年（令和4年） - 総合情報学部は3学系14研究室制から3学系9研究室制へ。

## 基礎データ

### 所在地
- 千葉県千葉市若葉区御成台4丁目1番地

### シンボルマーク
シンボルマークおよび学旗のデザインは、ぶどうをイメージしている。ぶどうの木が大量の情報伝達能力をもつインフォーマルコミュニケーションの比喩として用いられることから、情報社会で活躍する人材を育成する「現代実学主義」の教育理念を示すとともに、ぶどうは一粒一粒が「甘み」「香り」など果実としての個性を主張していながらも、房全体として調和が保たれていることから「自立と協調」という学生指導の理念を象徴している。

## 教育および研究

### 概要

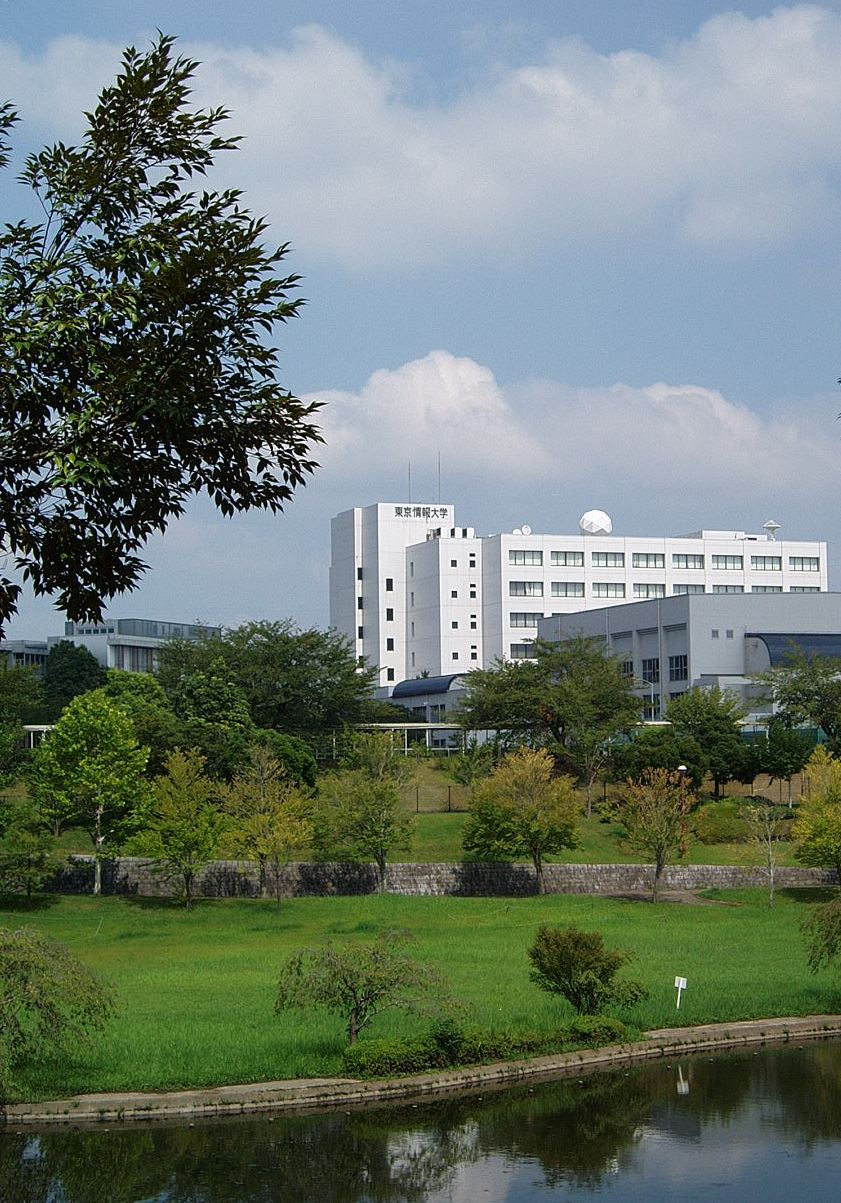
御成台公園からの遠望

放送大学学園と単位互換協定を結んでおり、放送大学で取得した単位を卒業に要する単位として認定することができる。

### 組織

#### 学部
総合情報学部は平成29年度（2017年度）に創立30周年を控え、看護学部を設立するとともに総合情報学部同学科の編成を一新した。総合情報学部の新課程は、1年前期期間を暫定的に「総合情報学科」として、後期より「学系」と呼ばれる3つの学科のいずれかに所属することになる。2年前期中に配属を希望する研究室に向け履修モデルに沿った履修選択を行い、2年後期より研究室に配属されることになった。

##### 総合情報学部
- 総合情報学科
  - 情報システム学系
    - AI・システムデザイン研究室
    - ゲーム・IoT研究室
    - ネットワークセキュリティ研究室

  - データサイエンス学系
    - データサイエンス基盤研究室
    - 生命・環境科学研究室
    - 心理学研究室

  - 情報メディア学系
    - メディアデザイン研究室
    - メディア文化研究室
    - 経営情報研究室

##### 看護学部
- 看護学科

#### 大学院
- 総合情報学研究科
  - 総合情報学専攻
    - 情報システム系列
    - 社会情報系列
    - ヘルスケア情報系列

#### 附属機関

##### フロンティアプロジェクト
2000年4月に、本学を中心に発足した「アジアの環境・文化と情報に関する総合研究プロジェクト」は、文部科学省の「私立大学学術研究高度化推進事業」の「学術フロンティア推進事業」に採択され、5年間にわたる国際的かつ学術的な共同研究が始まった。
この研究プロジェクトのインフラともいえるのがNASAの衛星システム（MODIS）である。アジア初の本格的MODIS専用受信基地が本学に設置され、日本列島やモンゴルあたりまでのアジア地域の鮮明な画像が受信可能となり、このプロジェクトの推進を支えている。このNASAのシステムは、36チャンネルという多くのリモートセンシング項目を15年間継続して観測し、グローバルな地球環境を監視することにより、世界中の「Policymarker」に対して「Sound Decision」をしてもらうためのデータ・情報を提供することができる。このフロンティアプロジェクトは、これを活用して21世紀に重要な意味を持つことになるアジアを重点的研究対象地域として、社会・自然環境に関する課題・情報を調査・分析し、世界に発信する情報網の中心的役割を果たすことを目指している。なお現在も、引き続き文部科学省の「学術フロンティア推進事業」に継続採用され、第二期の研究テーマ「東アジアにおける陸圏・水圏を統合した環境情報システムの研究」を推進している。

##### 遠隔看護実践研究センター(Telenursing Research Center)
看護学部の新設とともに2017年に設立された。看護学と情報学の融合を通し、次世代の新たな訪問看護ステーションを構築するための基礎研究を実施する目的で設置された。
遠隔看護（Telenursing）とは、「遠距離通信の技術を利用した看護実践で、この技術を利用して、患者の健康状態を把握し、治療的介入や処置、双方向のコミュニケーションのやりとりを通した患者教育や情報提供・共有を行う営み」と定義されている。
本センターでの研究成果は、今後の地域医療における新たな医療の仕組みを形成することである。本センターによって提案された成果を社会実装することにより、次のような具体的な効果が期待される。
1. 早期発見/早期治療による健康寿命の延長（医療費の削減）が可能となる
2. 正確で効率的・効果的な技術の提供ができる
3. データ共有による多職種間のスムーズな連携が可能となる
4. いつでもどこでも、対象の安全・安心が確保できる

##### 先端データ科学研究センター
2020年11月設置。同時期にメニーコアの計算機システムの助成が決定しているため、それに伴う組織だと思われる。
センター内に以下のユニットを持つ。
- 生命情報研究ユニット
- 情報セキュリティ研究ユニット
- 機械学習研究ユニット
- 情報基盤研究ユニット

### 資格
- 東京情報大学は国家資格の基本情報技術者試験（FE）の午前の部の免除制度の認定校になっている[9][10]。

## 大学関係者と出身者
- 東京情報大学の人物一覧

## 交通アクセス
- 千葉都市モノレール「千城台駅」から京成バスで約7分

- JR「千葉駅」から直通ノンストップ通学バスで約25分

授業日に合わせて1日8本（往復）のバスが運行。
※大学の休日および休業期間中は運行していない。
- JR「東京駅」から「情報大正門」まで京成高速バスで約70分

## 施設

### 構成施設
1号館
- ブックセンター（紀伊國屋書店）営業時間: 10時30分～15時30分
- 総合演習室
  - 視聴覚室（第一スタジオ）：面積約220m2
    - 照明灯各種・ホリゾントカーテン・スモークマシンなど配備
    - ハイビジョンカメラ4台（大型ペデスタル・クレーン装置（SHOTOKU TK-53）に搭載）

  - 映像演習室：面積約180m2
    - グラスバレー社製ハイビジョン・ノンリニア編集システムである「EDIUS6」×13台（現在はノンリニア編集用HD映像編集パソコン（24台）と記載されている）
    - ハイビジョンスイッチャ・ハイビジョンキャラクタージェネレータ（テロップ合成機）配備

  - テレビスタジオ（第３スタジオ）
    - ORAD社製のバーチャルスタジオ機能 併設
    - テレビ局仕様のIKEGAMI社HDK79D（4台）
    - その他：SONYのHDR-CX700×25台、AX2000×13台、PanasonicVX-100×3台、SONY VX-2000×3台、SONY TRV-900×2台、 SONY TRV-33×36台等を保有
    - 学内CATV放送やインターネットストリーミング配信中継サーバへの送信が可能
    - ペデスタルはSHOTOKUとVINTEN社製
    - プロンプター、インカム・タリー、ドリーを完備
    - 簡易無響室

2号館
利用可能時間: 9時00分～19時00分
- 食堂：営業時間: 11時00分～15時00分
- 売店：営業時間: 9時00分～17時00分

3号館
利用可能時間: 9時00分～21時00分
- 体育館
- トレーニングジム
- サブウェイ営業時間: 10時00分～15時00分
- 談話室

4号館
- 東京情報大学図書館
  - 情報サービスセンター
- メディアホール（講堂）
- メディアサブホール
- 遠隔看護実践研究センター(Telenursing Research Center)
- 先端データ科学研究センター

5号館（フロンティア研究棟）
衛星観測によるデータ解析に関する研究を行っている。
- 衛星データ・アーカイブ室

6号館（学生会館ピオーネ）
文化系学生部・サークルが入居する。総務部前／2F同好会室を自由に使用できる（2F同好会室は予め教務課の申請が必須）
利用可能時間: 8時00分～22時00分
シャワールームなども自由に使える。また、予め夜間利用届を提出することによって泊り込みでの活動を行うことができる。
7号館（研究棟）
アプリケーションやシステム設計・ネットワークなどを研究する情報システムと看護学部の研究室が入居する。
3Fにはネットワークの複合研究室（Network Secuirty Lab）、4Fには作業が行えるスペースが確保されている。
2005年度に千葉市優秀建築賞を受賞。
8号館（東アジア環境・経済研究棟）
アジアで発生する環境などの研究を行っている。
また、衛星データを用いた地球環境に関する研究なども行っている。
9号館（看護実習棟）
2017年の看護学部設置に伴い建設された。
エントランスは、吹き抜けになっており、各階にフリースペースが設けられ議論の場となる。
また、在宅看護・病院実習をする上での実習室なども完備されている。
部室棟1
主に運動部が入居する部室棟。
部室棟2（翔風祭実行本部）
本学文化祭を企画運営する翔風祭実行本部が入居する棟。実行本部は各課に分かれて作業を行う。
第一グラウンド（野球場）
本学野球部が活動する野球場。運動部寮（絆寮）とは隣接している。
第二グラウンド
主にサッカー部が用いるグラウンド。
テニスコート
授業で使うほか、テニスサークル「Passion」などが用いる。
フットサルコート
授業で使うほか、私的にも使っている。1号館と学生会館ピオーネとの間に属する。
野球屋内練習場
雨天時等における野球部の屋内演習場。こちらも絆寮と隣接している。
運動部寮（絆寮）
野球場・屋内練習場と隣接する運動部寮。主に野球部の学生が入居する。
エネルギー棟
構内の清掃業を行う共和環境システムが利用している。
スクールバス車庫
駐車場・駐輪場
駐車場（自動２輪含む)は、講習を受け許可証が交付されれば使うことが出来る。
駐輪場は、誰でも利用することができる。
利用可能時間: 8時00分～22時00分
構成設備
学内ネットワーク(富士通 PRIMERGY / ETERNUS)
学内ネットワークは、10GBASE-Tで、千葉大学を経由しSINET6に接続される。VPN接続を行うことで学内コンテンツを利用できる。
- 学内ホームページ（Apache HTML Server)
- Windows/Mac/Linux アカウント領域（Active Directory）
  - Windows 10/CentOS7 マルチブートクライアントパソコン
    - Microsoft Office Professional Plus 2013
- ファイル共有(SMB/FTP/SSH)・印刷管理（web印刷, lpr,cups対応）
- J-port（学内ポータルサイト）
- C-Learning（学内出席管理システム）
- E-Lerning関連
  - Web Class
  - e-Learning of MML
  - Mahara
  - Web資料のある授業
- Microsoft Office Professional Plus 2016 ライセンス（1台/人）（学生仕様パソコンにはプリインストール済み）
  - Microsoft Office Professional Plus 2016 インストールDVD（情報サービスセンター保有、同センター外への持ち出し不可）
  - Outlook
  - Word
  - Excel
  - PowerPoint
  - OneNote
  - Publisher
  - Access
  - Skype for Business
- Microsoft Office 365 ProPlus ライセンス（5台/人）（Professional Plusのソフトウェアとは併用不可、Web版・学内メールとして主に用いられる）
  - Office Online
  - Word
  - Excel
  - PowerPoint
  - Outlook
  - OneDrive for Business (約5000GB/人)
  - OneNote
  - Publisher
  - Skype for Business
  - Access
  - 学内メールアドレス
- Apple on Campus（Apple製品の学割適用サービス）
  - Mac OS-X Sierra 10.12 (803教室)
- 無線LAN「JOHO-MOBILE」(802.11ac/n/a/g with EAP [802.1x]+Captive Portal)
- 有線LAN「情報コンセント」(10/100/1000BASE-T- cat5e+Captive Portal)

自動販売機
- 1号館：6階・7階
- 2号館：エントランス脇
- 3号館：1階外
- 6号館：1階（2階には即席麺用自動販売機）
- 9号館：1階

三井住友銀行ATM
- 1号館1階 利用可能時間: 8時00分～20時00分

構成団体
- 本学
  - 大学院／総合情報学研究科総合情報学専攻（博士前期課程・博士後期課程）Graduate School of Informatics (Master Course / Doctor Course)
  - 総合情報学部　Faculty of Informatics
    - 総合情報学科　Department of Informatics

  - 看護学部　Faculty of Nursing
    - 看護学科 Department of Nursing
    - 遠隔看護実践研究センター

  - 学生部　Student office
    - 総務部執行委員会
      - 各部および各同好会

  - 医務室　University Clinic
  - 情報サービスセンター　Informatics Support Center
    - 図書情報部　Library Information Section
    - 情報システム部　Information System Section
      - ACNET

  - 総合情報研究所　Information Research Institute, TUIS (Johodai)
  - 事務局　Administrative Division
    - 総務課　General Affairs Department
    - 学生教務課　Student and Academic Affairs Department
    - 入試・広報課　Entrance Exams & Publicity Department
    - キャリア課　Career Services Department

保有ドメイン
- EARTH(Education And Research neTwork Hierarchy)

東京情報大学における学術利用を目的に発展してきたコンピュータネットワークシステム
主要なドメイン（サブドメイン）は以下の通り
| インターネット上 | www.tuis.ac.jp   |
| 生徒利用         | edu.tuis.ac.jp   |
| 研究目的         | rsch.tuis.ac.jp  |
| 事務利用目的     | affrs.tuis.ac.jp |

また、独自サブドメイン・DNS・グローバルIPの利用申請が可能である。

## 対外関係

### 連携校（高等学校）
- 千葉県立千城台高等学校
- 千葉県立四街道北高等学校
- 千葉県立佐倉南高等学校
- 千葉県立柏の葉高等学校
- 千葉県立船橋豊富高等学校
- 千葉県立成田西陵高等学校
- 千葉県立大網高等学校
- 千葉県立我孫子高等学校

### 系列校
学校法人東京農業大学の設置する以下の大学は系列校となっている。
- 東京農業大学

## 附属学校
系列校である東京農業大学の附属学校は存在しているが、東京情報大学の附属学校は存在していない。しかし、東京情報大学内でのこれら教育機関への扱いは附属学校に準じているため、本節にて掲載する。
- 東京農業大学第一高等学校・中等部 （東京都世田谷区）
- 東京農業大学第二高等学校 （群馬県高崎市）
- 東京農業大学第三高等学校・附属中学校 （埼玉県東松山市）